# Rachael Carpani
Rachael Ann Carpani (24 augustus 1980 in Sydney, Australië) is een Australische actrice.
Rachael heeft een Italiaanse vader, Tony, en een Australische moeder, Gael. Ze groeide op in een plaats dicht bij Dural, dat weer dicht bij Sydney is.
Ze heeft acteren gestudeerd in Sydney, aan de Macquarie University. Ze is het meest bekend door haar rol in McLeod's Daughters, als Jodi Fountain. Maar ze heeft ook gespeeld in Hating Alison Ashley, met Delta Goodrem en Saskia Burmeister.
Rachael heeft enige tijd een relatie gehad met de Australische acteur Matt Passmore. Eerder had zij een relatie met Chad Cornes, een Australian Football Player.

## Filmografie
| 2015      | Seeds Of Yesterday                  | Catthy           |
| 2011      | Against The Wall                    | Abby Kowalski    |
| 2010      | The Glades                          | Heather Thompson |
| 2009      | Triangle                            | Sally            |
| 2007      | Cane                                | Terry Greenway   |
| 2007      | Law dogs                            | Carly Owen       |
| 2001-2007 | McLeod's Daughters (televisieserie) | Jodi Fountain    |
| 2005      | Hating Alison Ashley                | Valjoy Yurken    |
| 2001      | Home and Away                       | Miranda          |
| 2001      | All Saints                          | Emily Martin     |
| 2000      | Ihaka: Blunt Instrument             | Tara             |

- Gemeinsame Normdatei: 1167817435
- International Standard Name Identifier: 0000 0000 9231 7769
- Library of Congress Control Number: no2010140688
- Virtual International Authority File: 135289361
- WorldCat: E39PBJwCVpxkyyQJgx8GyY8pyd